# Crassula pubescens
Crassula pubescens är en fetbladsväxtart. Crassula pubescens ingår i släktet krassulor, och familjen fetbladsväxter.

## Underarter
Arten delas in i följande underarter:
- C. p. pubescens
- C. p. radicans
- C. p. rattrayi

## Bildgalleri

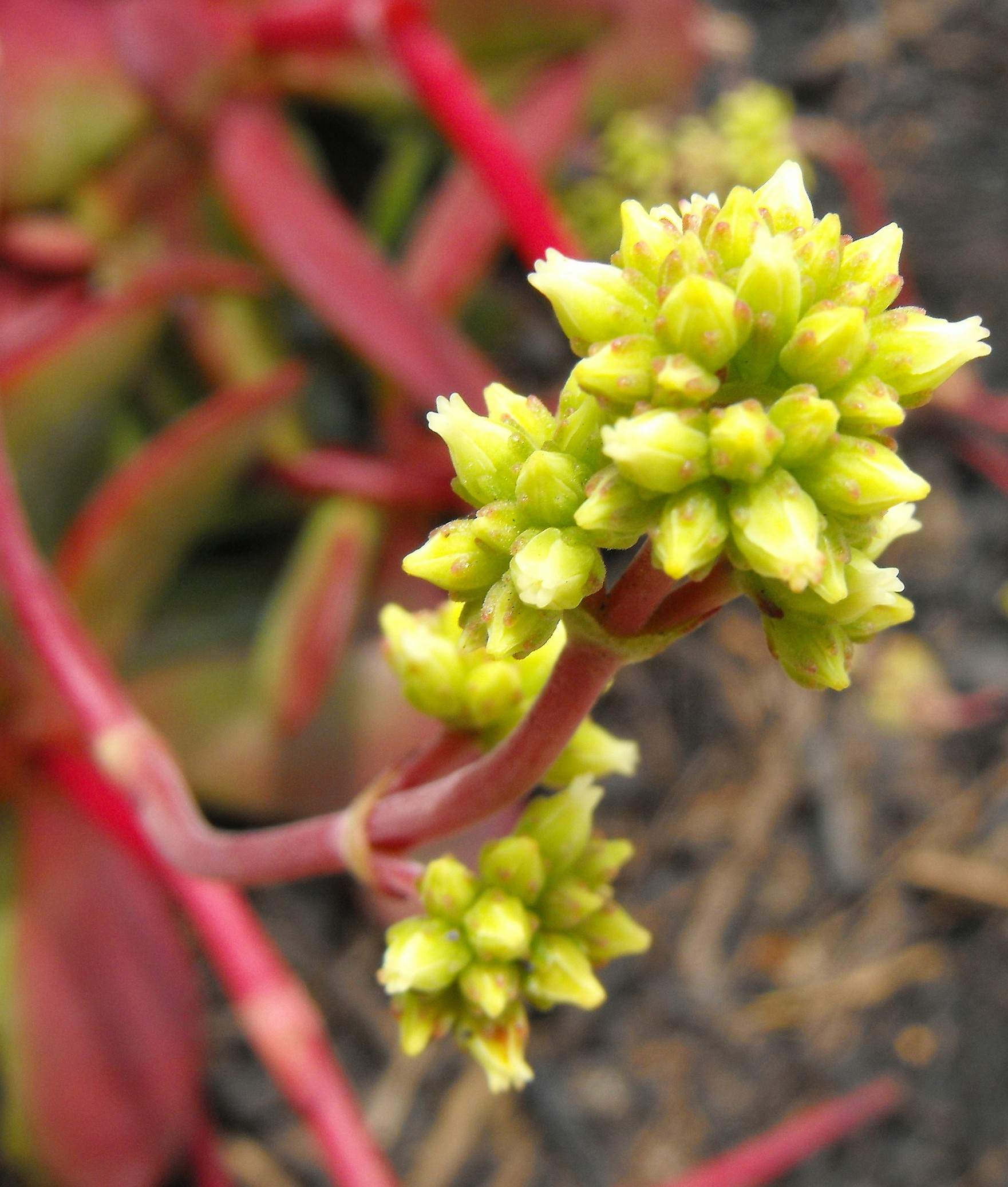
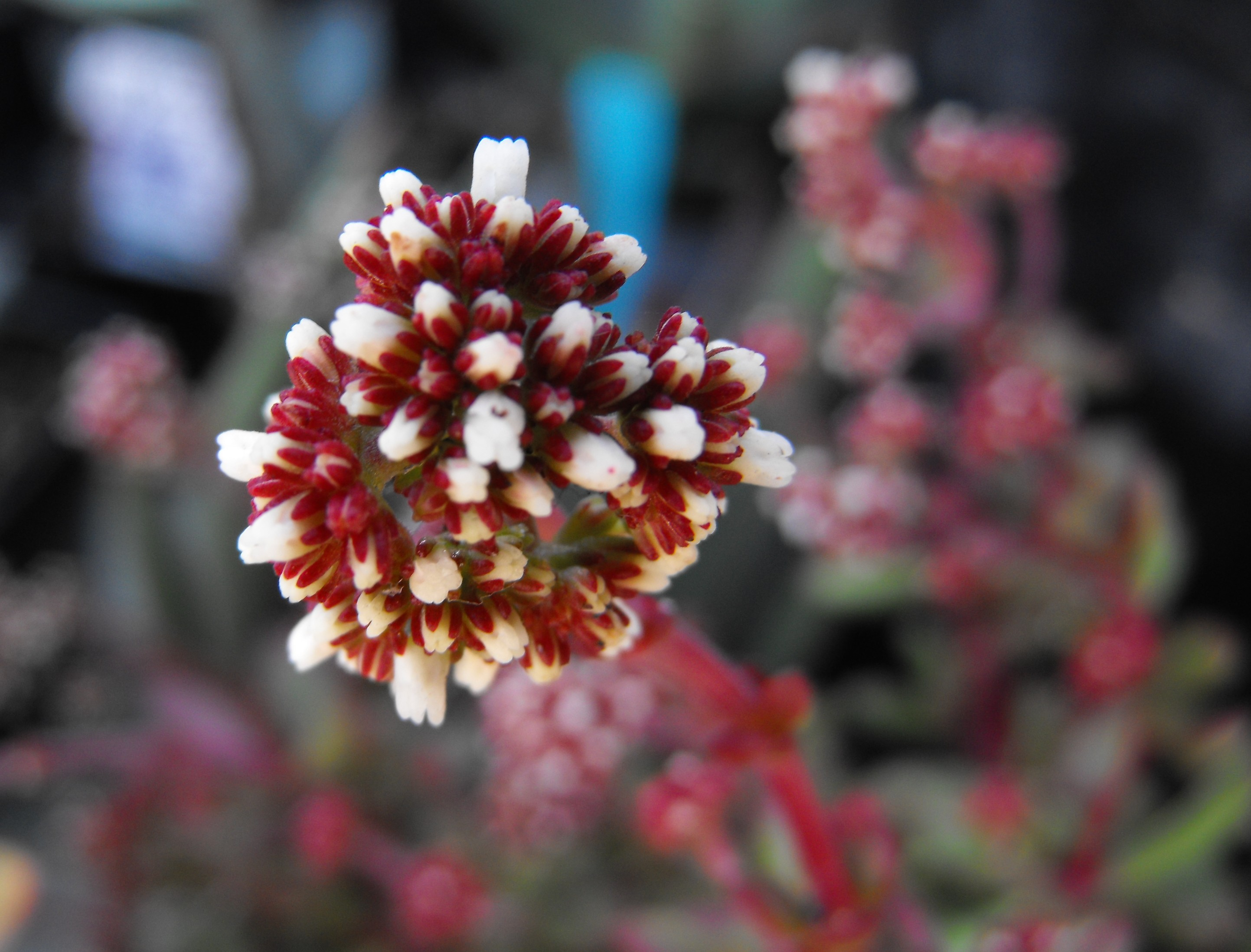
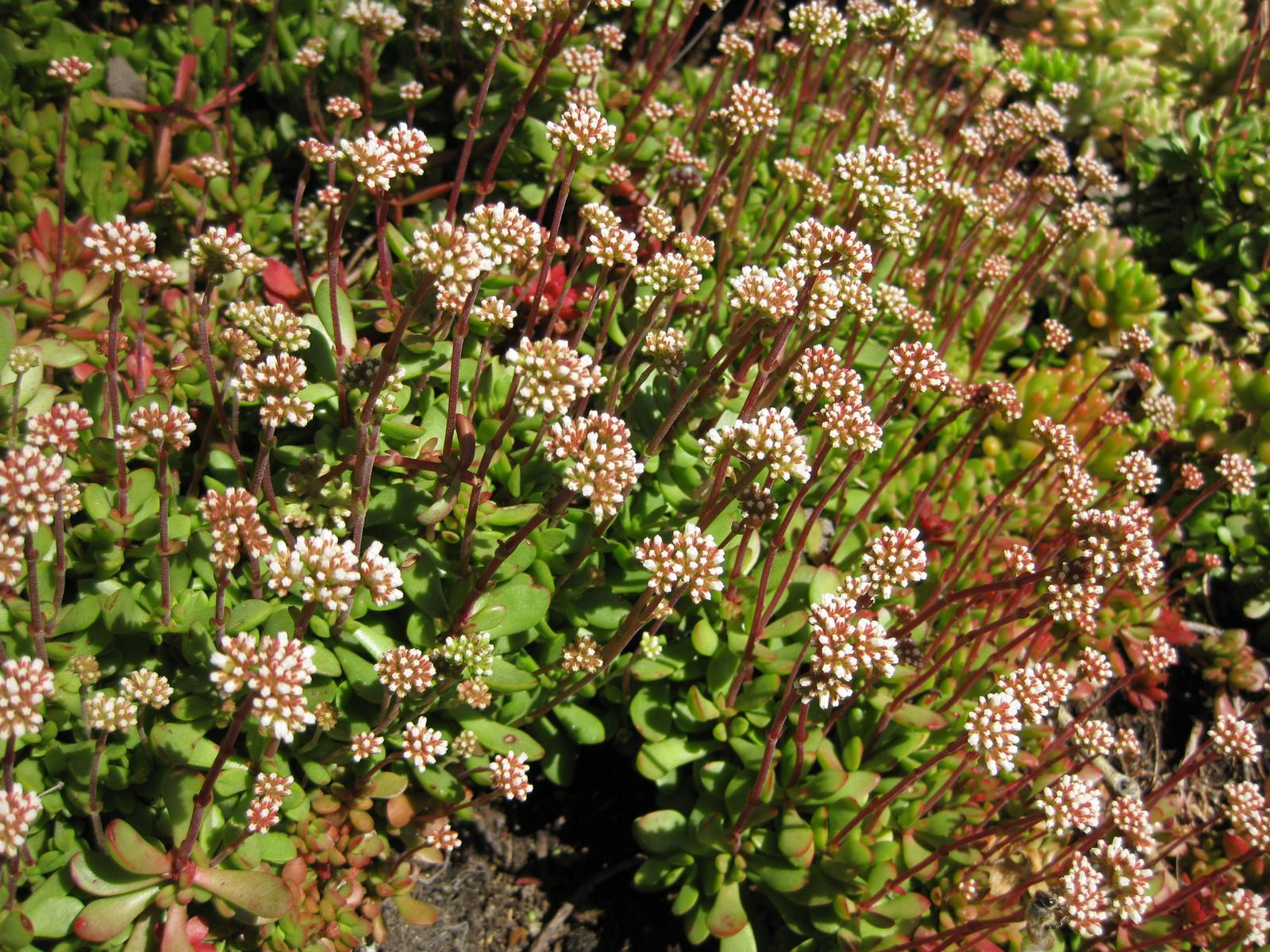
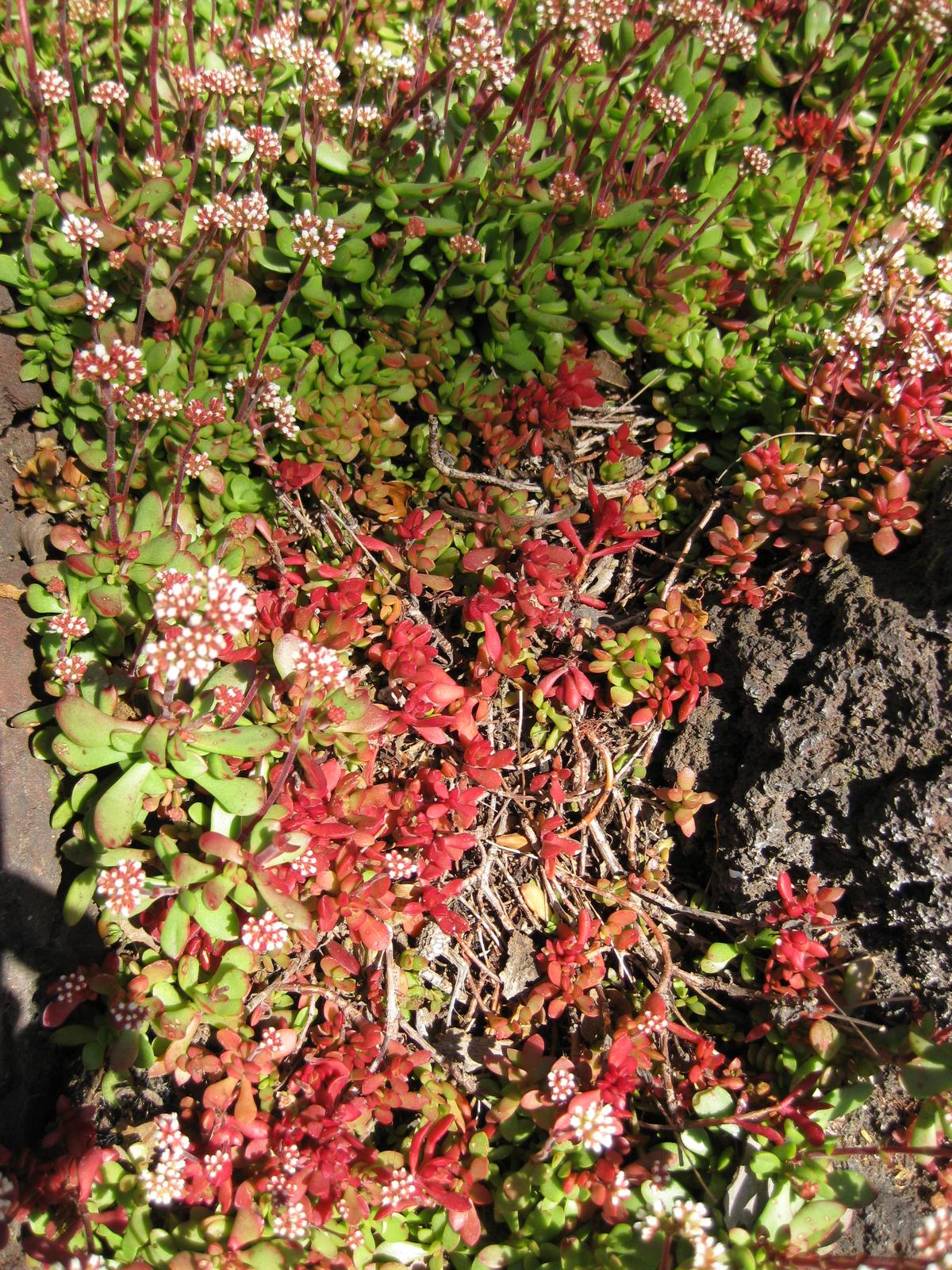
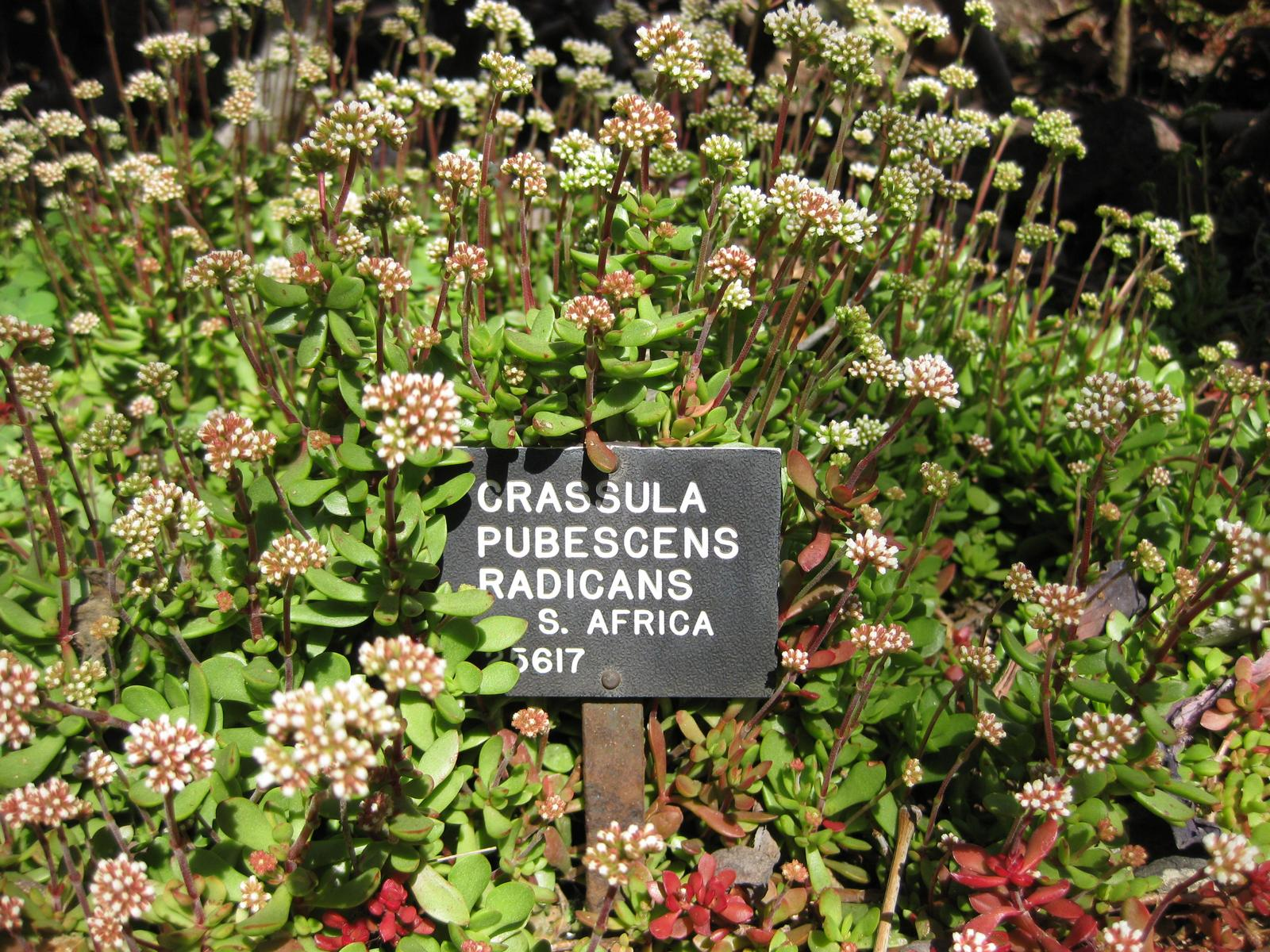
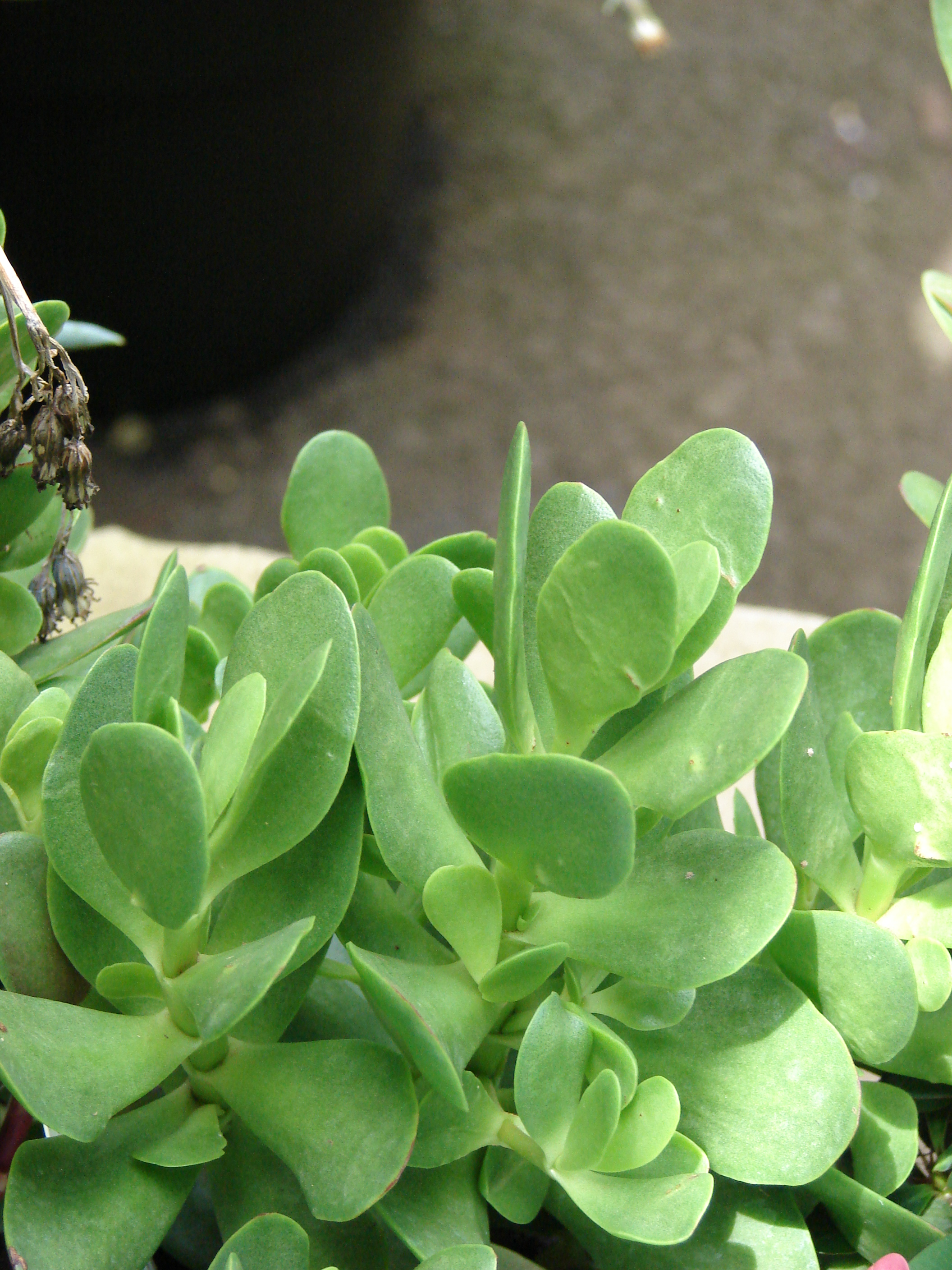